# SE-270
SE-270 é uma rodovia do Estado de Sergipe que liga a cidade de Simão Dias até a BR-101. Também é uma das principais rodovias que liga Sergipe ao estado da Bahia.

## Trechos
O trecho Planejado vai de Simão Dias até o entroncamento com a BR-101 no município de Itaporanga d'Ajuda. O trecho implantado vai do entroncamento com a BR-101 até o entrocamento com SE-100 em Itaporanga d'Ajuda. O trecho Pavimentado vai do entrocamento com SE-100 em Itaporanga d'Ajuda até o município de Aracaju. Atende os municípios de Lagarto (Sergipe), Salgado, Itaporanga d'Ajuda.

## Extensão
A SE-270 tem uma extensão de 100 Km que nasce em Simão Dias e acaba na Praia da Caueira em Itaporanga d'Ajuda.